# スリー・6・マフィア
スリー・6・マフィア（Three Six Mafia）はアメリカ合衆国のヒップホップグループ。主にメンフィスを拠点に活動している。サウスのN.W.Aとも称される過激な歌詞が特徴の1つ。94年に設立した彼らのレーベル、ヒプノタイズ・マインズ（Hypnotize Minds）は二度自主制作の映画「チョイセズ（Choices）」を出しており、ディスコグラフィーの2つのChoicesはそのサウンド・トラックにあたる。ウィリー・ハッチの楽曲をサンプリングすることが多い。

## 略歴
1991年にDJポール（DJ Paul）、ジューシー・J（Jucy J）、ロード・インファマス（Lord Infamous）によって結成される。程なくして、ギャングスタ・ブー、クープスタ・ニカ、クランチー・ブラックが加入した（3人とも現在は脱退）。日本での売り上げは少ないが、彼らのCDは世界で550万枚を売り上げている。グループの名称は、獣の数字とされる666が由来で、90年代の彼らのリリックの内容は悪魔崇拝的なものから激しい暴力表現が含まれている。作るトラックも大半がホラー映画等からのサンプリングであり暗くて奇妙な物ばかりであった。知名度がローカルからメジャーに拡大した際に、「名前の由来は最初グループを結成した時は3人で始まり6人で終わったからだ。」とJuicy Jが言い直している。徐々にその傾向は後退、現在ではクラブ向けの楽曲が多い。2005年にハッスル&フロウの主題歌「イッツ・ハード・アウト・ヒア・フォア・ア・ピンプ（It's Hard Out Here for a Pimp）」でアフリカ系アメリカングループとして初めてアカデミー賞を受賞した(アフリカ系アメリカンとしては、アイザック・ヘイズが最初の受賞者)。

## 脱退メンバー
- クープスタ・ニカ(Koopsta Knicca)
- ギャングスタ・ブー(Gangsta Boo) †
- クランチー・ブラック(Crunchy Black)
- ロード・インファマス(Lord Infamous)

## ヒプノタイズ・マインズ所属アーティスト
- DJポール(DJ Paul)
- ジューシー・J(Juicy J)
- プロジェクト・パット(Project Pat)
- リル・ワイト（Lil'Wyte）
- DJブラック(DJ Black)

## ディスコグラフィー
- Mystic Stylez（1995）
- Chapter 1: The End（1996）
- Chapter 2: World Domination（1997）
- When the Smoke Clears: Sixty 6, Sixty 1（2000）
- Choices: The Album （2001）
- Da Unbreakables （2003）
- Choices II: The Setup（2005）
- Most Known Unknown（2005）
- Most Known Hits (2005)
- Last 2 Walk(2008)

## 来日公演
- 2009年 Three 6 Mafia JAPAN TOUR 09

恵比寿リキッドルーム（10月8日）
横浜ベイホール（10月9日）